# Конаре (Фарс)
Конаре́, или Кенаре́, или Кинаре́ (перс. كناره‎) — небольшой город на юге Ирана, в провинции Фарс. Входит в состав шахрестана  Марвдешт. По данным переписи, на 2006 год население составляло 6 853 человека.

## География
Город находится в центральной части Фарса, в горной местности юго-восточного Загроса, на высоте 1 595 метров над уровнем моря.
Конаре расположен на расстоянии приблизительно 45 километров к северо-востоку от Шираза, административного центра провинции и на расстоянии 650 километров к юго-юго-востоку (SSE) от Тегерана, столицы страны.